# Christopher Hornsrud
Christopher Andersen Hornsrud (ur. 15 listopada 1859 w Skotselv, zm. 12 grudnia 1960 w Oslo) – norweski polityk, od 1887 działacz partii Norweskiej Partii Pracy (wcześniej był członkiem partii Venstre).
W latach 1903–1906 zajmował stanowisko przewodniczącego Norweskiej Partii Pracy. Od 1909 do 1912 był burmistrzem Modum. W latach 1912–1936 pełnił mandat deputowanego do Stortingu, od 1928 do 1934 był wiceprzewodniczącym tej izby. Od 28 stycznia do 15 lutego 1928 sprawował urzędy premiera Norwegii i ministra finansów.